# Pontificia commissione
Una Pontificia commissione (in latino: Pontificia commissio) è un comitato di esperti cattolici convocato dal Papa per uno scopo specifico. Di seguito è riportato un elenco delle commissioni, con le date di istituzione e soppressione, il papa che le ha convocate e disciolte e lo scopo per cui sono nate.

## Attive
| Nome | Istituzione                                | Scopo |
| --- | ------------------------------------------ | --- |
| Pontificia commissione di archeologia sacra                                                                  | 6 gennaio 1852 da papa Pio IX              | Per custodire i sacri cemeteri antichi, per curarne preventivamente la conservazione, le ulteriori esplorazioni, le investigazioni, lo studio, per tutelare inoltre le più vetuste memorie dei primi secoli cristiani, i monumenti insigni, le Basiliche venerande, in Roma, nel suburbio e suolo romano e anche nelle altre diocesi d'intesa con i rispettivi ordinari. |
| Pontificia commissione biblica                                                                               | 30 ottobre 1902 da papa Leone XIII         | Promuovere lo studio biblico; contrastare le opinioni errate in materia di Sacra Scrittura; fornire consulenza al magistero in campo biblico. |
| Pontificia commissione per l'America Latina                                                                  | 19 aprile 1958 da papa Pio XII             | Sostenere le chiese che sorgono nel continente latino-americano. |
| Commissione teologica internazionale                                                                         | 11 aprile 1969 da papa Paolo VI            | Studiare i problemi dottrinali di grande importanza, specialmente quelli che presentano aspetti nuovi, e in questo modo offrire il suo aiuto al magistero della Chiesa, particolarmente alla sacra Congregazione per la dottrina della fede, presso la quale viene costituita. |
| Pontificia commissione per i rapporti religiosi con l'ebraismo                                               | 22 ottobre 1974 da papa Paolo VI           | Mantenere legami teologici positivi con gli ebrei e l'ebraismo. |
| Pontificia commissione per i rapporti religiosi con i musulmani                                              | 22 ottobre 1974 da papa Paolo VI           | Mantenere legami teologici positivi con i musulmani e l'islam. |
| Pontificia commissione per lo Stato della Città del Vaticano                                                 | 26 novembre 2000 da papa Giovanni Paolo II | Spetta a questo ufficio sovrintendere alla legislazione della Città del Vaticano in vece del pontefice. |
| Pontificia commissione per la tutela dei minori                                                              | 22 marzo 2014 da papa Francesco            | Proporre iniziative al romano pontefice, secondo le modalità e le determinazioni indicate nello Statuto, al fine di promuovere la responsabilità delle Chiese particolari nella protezione di tutti i minori e degli adulti vulnerabili. |
| Pontificia commissione per le attività del settore sanitario delle persone giuridiche pubbliche della Chiesa | 12 dicembre 2015 da papa Francesco         | Alla commissione è affidato: a) lo studio generale sulla sostenibilità del sistema sanitario delle persone giuridiche pubbliche della Chiesa (presupposti, caratteristiche, vincoli, modalità operative/gestionali, attualità degli obiettivi del sistema sanitario delle singole persone giuridiche pubbliche in fedeltà alla propria natura, alla propria missione e al proprio carisma) così da definire una possibile strategia operativa di lungo periodo anche in rapporto ai principi della dottrina sociale della Chiesa; b) la proposta per la risoluzione delle situazioni di crisi in funzione delle risultanze dello studio più generale e attivando tutte le risorse possibili in collaborazione con i responsabili delle persone giuridiche pubbliche interessate; c) lo studio e la proposta di nuovi modelli operativi per le persone giuridiche pubbliche operanti nel settore sanitario, in grado di attuare il carisma originario nel contesto attuale. |

## Soppresse
| Nome | Istituzione                              | Soppressione                               | Scopo |
| --- | ---------------------------------------- | ------------------------------------------ | --- |
| Pontificia commissione per la Russia                                                                                   | 20 giugno 1925 da papa Pio XI            | 15 gennaio 1993 da papa Giovanni Paolo II  | Trattare gli affari ecclesiastici cattolici in Russia. Nel 1934 è stata incaricata di occuparsi dei libri liturgici e dei bisogni dei fedeli russi di rito latino. |
| Pontificia commissione per la redazione del codice di diritto canonico orientale                                       | 17 luglio 1935 da papa Pio XI            | 27 febbraio 1991 da papa Giovanni Paolo II | [Rinominata: Pontificia commissione per la revisione del codice di diritto canonico orientale, 10 giugno 1972] |
| Pontificia commissione per il controllo della popolazione e delle nascite                                              | 1963 da papa Giovanni XXIII              | 1968 da papa Paolo VI                      | Analizzare l'impatto moderno del controllo delle nascite sulla Chiesa cattolica romana. |
| Pontificia commissione per i beni culturali della Chiesa                                                               | 29 giugno 1988 da papa Giovanni Paolo II | 30 giugno 2012 da papa Benedetto XVI       | Prendersi cura del patrimonio storico e artistico della Chiesa. |
| Pontificia commissione "Ecclesia Dei"                                                                                  | 2 luglio 1988 da papa Giovanni Paolo II  | 17 gennaio 2017 da papa Francesco          | ...facilitare la piena comunione ecclesiale dei sacerdoti, seminaristi, comunità o singoli religiosi e religiose finora in vario modo legati alla fraternità fondata da monsignor Lefebvre, che desiderino rimanere uniti al successore di Pietro nella Chiesa cattolica, conservando le loro tradizioni spirituali e liturgiche. |
| Pontificia commissione referente sull'Istituto per le opere di religione                                               | 24 giugno 2013 da papa Francesco         | 22 maggio 2014 da papa Francesco           | Approfondire la posizione giuridica e le attività dell'Istituto e di permettere una sua migliore armonizzazione con la missione universale della Sede Apostolica. |
| Pontificia commissione referente di studio e di indirizzo sull'organizzazione della struttura economico-amministrativa | 18 luglio 2013 da papa Francesco         | 22 maggio 2014 da papa Francesco           | Offrire il supporto tecnico della consulenza specialistica ed elaborare soluzioni strategiche di miglioramento, atte ad evitare dispendi di risorse economiche, a favorire la trasparenza nei processi di acquisizione di beni e servizi, a perfezionare l'amministrazione del patrimonio mobiliare e immobiliare, ad operare con sempre maggiore prudenza in ambito finanziario, ad assicurare una corretta applicazione dei principi contabili ed a garantire assistenza sanitaria e previdenza sociale a tutti gli aventi diritto. |

## Commissioni interdicasteriali
| Nome                                                                                       | Istituzione                                | Scopo |
| ------------------------------------------------------------------------------------------ | ------------------------------------------ | --- |
| Commissione interdicasterale per le Chiese particolari                                     | 18 marzo 1989 da papa Giovanni Paolo II    | Trattare quanto riguarda la provvista delle Chiese particolari, nonché la costituzione e il mutamento di esse e dei loro organismi. |
| Commissione interdicasterale per i religiosi consacrati                                    | 18 marzo 1989 da papa Giovanni Paolo II    | Si è resa necessaria quando la Pastor Bonus ha spostato la giurisdizione sulla vita comunitaria interna dei religiosi missionari dalla Congregazione per l'evangelizzazione dei popoli alla Congregazione per gli istituti di vita consacrata e le società di vita apostolica, che ha una maggiore conoscenza delle comunità religiose. |
| Commissione interdicasterale per la formazione dei candidati agli Ordini Sacri             | 18 marzo 1989 da papa Giovanni Paolo II    | Studiare i problemi dottrinali di grande importanza, specialmente quelli che presentano aspetti nuovi, e in questo modo offrire il suo aiuto al magistero della Chiesa, particolarmente alla sacra Congregazione per la dottrina della fede, presso la quale viene costituita. |
| Commissione interdicasterale per le Chiese in Europa orientale                             | 15 gennaio 1993 da papa Giovanni Paolo II  | Seguire e promuovere la missione apostolica della Chiesa cattolica in tutte le sue attività e di accompagnare il dialogo ecumenico con le Chiese ortodosse e con le altre Chiese di tradizione orientale. La commissione avrà pure cura di tenere contatti regolari con le varie Istituzioni cattoliche, che da lungo tempo vengono in aiuto alle comunità cattoliche in Europa orientale, sia per coordinare le loro attività, sia per darvi nuovo slancio. |
| Commissione interdicasteriale per la revisione del regolamento generale della Curia Romana | 5 giugno 2022 da papa Francesco            | Adeguare il regolamento generale della Curia Romana alla costituzione apostolica Praedicate evangelium ed esprimere il proprio parere sugli statuti delle istituzioni curiali, degli uffici e delle istituzioni collegate con la Santa Sede, offrendo opportuni suggerimenti affinché tra essi ci sia coerenza. |
| Commissione interdicasteriale per il Catechismo della Chiesa cattolica (Soppresso)         | Dal 1993 al 1997 da papa Giovanni Paolo II | Coordinare le attività del Catechismo della Chiesa Cattolica, promuovendo iniziative per una sua migliore conoscenza, esaminando e approvando le traduzioni della editio typica latina. |